# Fem på flugt
Fem på flugt er titlen på en optagelse af fem danske standupkomikere. Showet er fra 2003 og havde Sebastian Dorset som vært og Carsten Bang, Omar Marzouk, Mikael Wulff og Lasse Rimmer som optrædende. De to sidstnævnte var initativtagere til showet.

## Referat

### Omar Marzouk
Omar fortæller om bl.a. danske kultur kontra den egyptiske. Eksempelvis troede han, at når danskere drak sig fulde, så var det et uheld.